# Wohyń
Wohyń è un comune rurale polacco del distretto di Radzyń Podlaski, nel voivodato di Lublino.
Ricopre una superficie di 178,17 km² e nel 2004 contava 7 335 abitanti.